# Spokan
Spokan (Spokane; Lartielo, kod Lewisa i Clarka) /ima Spokane znači "children of the sun,"/ pleme američkih Indijanaca porodice Salishan koje u ranom 19. stoljeću, prema Lewisu i Clarku, živi u blizini rijeke Spokane i Little Spokane u sjeveroistočnom Washingtonu. Pleme je tada imalo oko 600 duša. 
Ostali nazivi za Spokane su Lêcle'cuks (Wasco); Lar-ti-e-lo, kod Lewis & Clarka (1806); SEnoxami'naEx, kod Okanagona; Sinkoman kod Kutenaja.
Među sobom Spokane su podijeljeni na 3 lokalne grupe: a) Lower Spokan ili Chekisschee s rijeke Spokane, uključujući i današnji rezervat Spokane; b) Upper Spokan ili Little Spokan ili Sineeguomenah u dolini rijeke Little Spokane i svu zemlju istočno od donje Spokane pa do Idaha. ; c) South ili Middle Spokan ili Sintootoo s donjeg Hangmans Creeka, i na jug do zemlje plemena Skitswish.
O Spokanima se čuje tek dolaskom ekspedicije Lewisa i Clarka sredinom prvih godina 19. stoljeća, a njihovu populciju Mooney procjenjuje na 1,400 (1780.), dok je prema Teitu iznosila oko 2.700. Lower i Middle Spokani i dio Upper Spokana smješteno je na agenciju Colville, a ostatak na rezervat Flathead. Godine 1905. popisano je 277 Lower Spokana i 177 Middle i Upper Spokana na agenciji Colville i 135 na rezervatu Flathead. U današnje vrijeme ima ih oko 600 u Montani i 2.100 u Washingtonu na rezervatima Spokane i Colville

## Jezik
Jezik pripada porodici Salishan, a srodan je s Kalispel.

## Vanjske poveznice
- Spokane Indian Tribe
- The Spokane Nation